# Galleri Magnus Karlsson
Galleri Magnus Karlsson är ett galleri för samtidskonst i Stockholm. Galleriet, som ägs och drivs av Magnus Karlsson, representerar över 30 konstnärer, mestadels svenska men också internationella. Bland dem några av Sveriges mest kända konstnärer som Mamma Andersson, Jockum Nordström, Klara Kristalova och Dan Wolgers.
Redan från början var Galleri Magnus Karlsson i spetsen för den svenska samtidskonsten och fick snabbt rykte som ett av de mest intressanta gallerierna i landet. Det utsågs av en expertjury till bästa galleri i Sverige tre år i rad, 2008, 2009 och 2010. Galleriets konsekventa program och långsiktiga relationer med dess konstnärer tillsammans med en förmåga att exponera dem internationellt har varit nyckeln till dess framgång. Galleri Magnus Karlsson har deltagit i internationella konstmässor såsom Liste, Basel (1999-2001), Art Forum Berlin (2002), Frieze Art Fair, London (2004-2012), The Armory Show, New York (2003-2012), ABC, Berlin (2013 & 2014), Chart, Köpenhamn (2013-2017) och Frieze Art Fair, New York (2014-2017).
Galleriet samproducerar också utställningar och projekt med museer, institutioner och andra gallerier. Sommaren 2011 öppnade galleriet ett projektrum på Gotland, Hellvi Kännungs, vilket är en plats för konstnärer att träffas och arbeta, samt ställa ut för allmänheten.
Galleri Magnus Karlsson etablerades 1990 i Västerås. År 1997 flyttade galleriet till Stockholm och har varit i nuvarande lokaler på Konstakademien sedan 2005.

## Representerade konstnärer
- Karin Mamma Andersson
- Roger Andersson
- Lars Arrhenius
- Idun Baltzersen
- Amy Bennett
- Helene Billgren
- Anna Bjerger
- Mette Björnberg
- Thomas Broomé
- Amy Cutler
- Marcel Dzama
- Niklas Eneblom
- Sara-Vide Ericson
- Jens Fänge
- Carl Hammoud
- Tommy Hilding
- Kent Iwemyr
- Susanne Johansson
- Richard Johansson
- Lisa Jonasson
- Johanna Karlsson
- Bruno Knutman
- Klara Kristalova
- Peter Köhler
- Hans Lannér
- Petra Lindholm
- Ulf Lundin
- Maria Nordin
- Anne-Marie Nordin
- Jockum Nordström
- Johannes Nyholm
- Jeff Olsson
- Charlie Roberts
- Bella Rune
- Dan Wolgers